# Gène ancestral
Un gène ancestral est un gène qui a permis la création d'une famille multigénique au cours de l'évolution. Il est présent sur le plus ancien ancêtre commun des organismes possédant la famille de gènes qui en descend.

## Description
Un gène ancestral est en général un gène éteint car présent dans un organisme n'existant plus. Au cours de l'évolution et notamment la spéciation, ce gène ancestral permet la création de nouveaux gènes par duplication. Ces duplications ne se produisent pas forcément sur le même brin d'ADN ainsi le gène dupliqué peut se retrouver sur le même chromosome dans le même sens de lecture ou sur le brin opposé du même chromosome voire déplacé sur un chromosome différent. Chacun des nouveaux gènes dupliqué va évoluer indépendamment du gène ancestral et l'apparition de mutations différentes sur les gènes dupliquées au cours du temps peut entraîner l'apparition de fonctions différentes,.
Selon N.K. Jerne, l'évolution de la reconnaissance immunitaire se fait en conjonction de celle des cellules germinales avant la sélection clonale. L'évolution des descendants du gène ancestral permet la complexification des mécanismes d'actions des nouveaux gènes et protéines produites et par conséquent l'évolution des espèces. Mais, dans le même temps, cette évolution des fonctions du gène ancestral et les mécanismes d'actions qui y sont liés conservent une fidélité aux processus de maturation et de renouvellement tissulaire. Ainsi, cette conservation permet de reproduire, par un processus inverse, en passant obligatoirement par les cellules souches pluripotentes, de nouvelles cellules différenciées.

## Orthologie et paralogie
L'évolution du gène ancestral parmi les descendants de l'organisme ancestral devenus des espèces différentes donne naissance à la notion de gènes orthologues. Ces gènes orthologues ont souvent conservé la même fonction.
La duplication du gène ancestral et de ses descendants est à l'origine de nouveaux gènes ayant des fonctions différentes et appelés gènes orthologues.

## Identification du génome ancestral
Il existe de nombreuses méthodes pour reconstruire les génomes ancestraux, établissant un arbre génétique partagé par les animaux et les plantes remontant à plusieurs millions d'années,.